# Henrik Bull

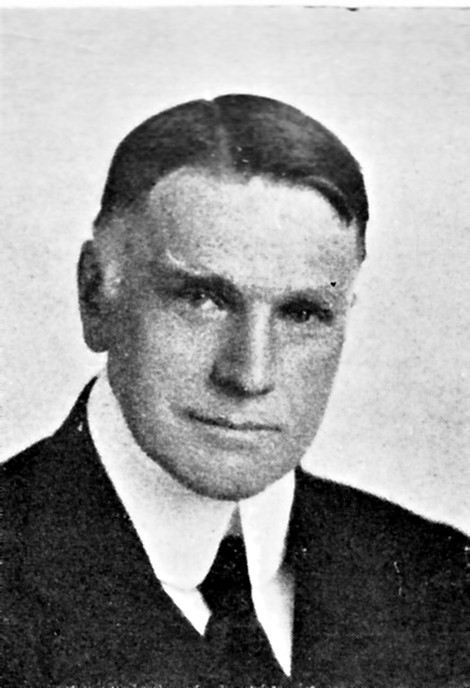
Henrik Bull

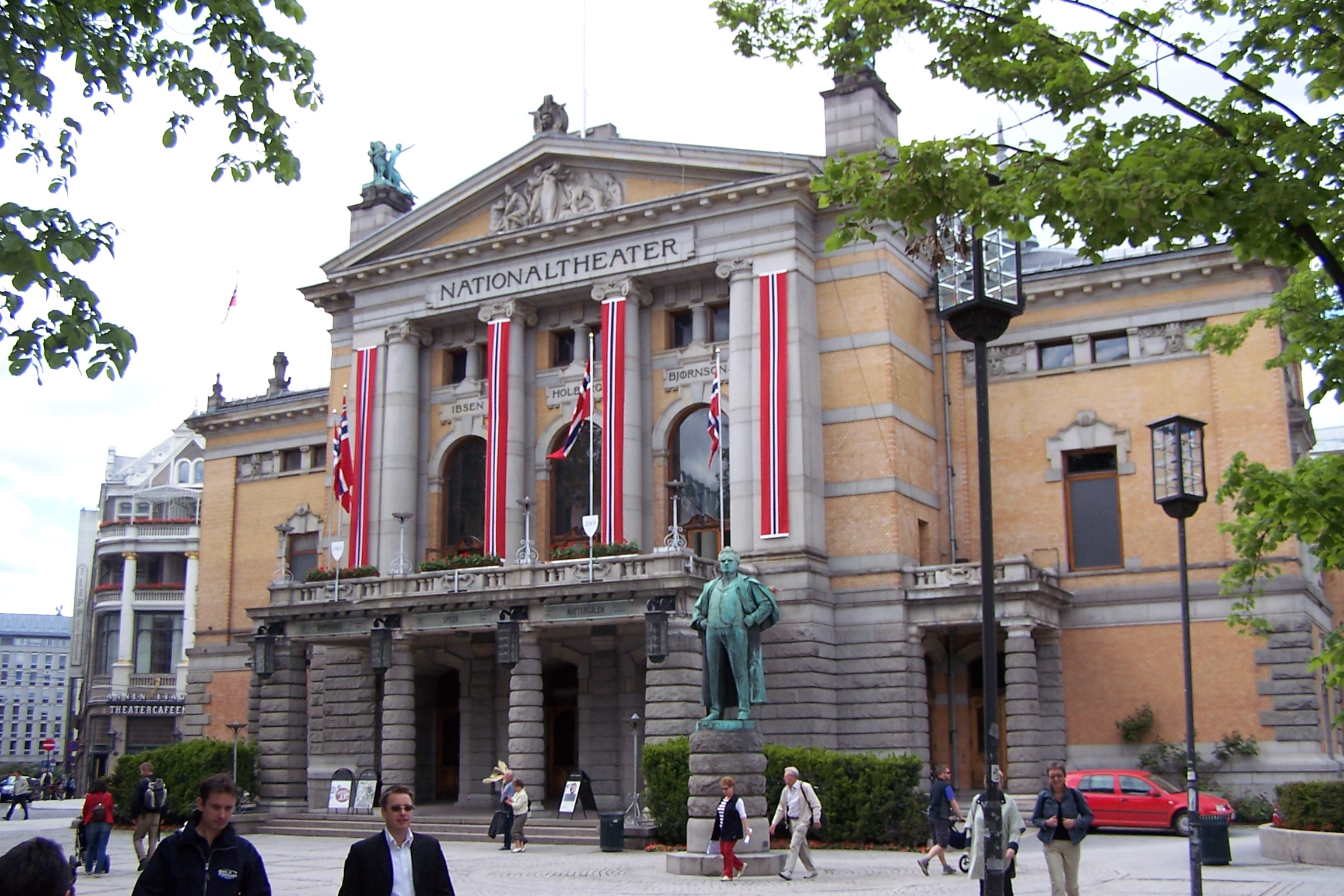
Das Nationaltheatret in Oslo, 1899

Henrik Bull (* 28. März 1864 in Christiania (heute Oslo); † 2. Juni 1953 in Oslo) war ein norwegischer Architekt.

## Leben
Der Sohn des Stadtplaners Georg Andreas Bull und Neffe des Violinisten Ole Bull wurde an der Kristiania Tekniske Skole (1883–1884) seiner Heimatstadt sowie an der Königlich Technischen Hochschule (1884–1887) in Berlin-Charlottenburg ausgebildet. Sein erstes Architekturbüro eröffnete er im Alter von 24 Jahren 1888 in Oslo.
Zu Beginn seiner Karriere machte er sich einen Namen als Kirchenarchitekt. Er entwarf unter anderem die von norddeutscher Backsteinarchitektur beeinflusste neugotische Pauluskirche (1889–1892) im Osloer Stadtteil Grünerløkka. Die Holzkirche von Uvdal (1893, Provinz Buskerud) ist deutlich an den sogenannten Drachenstil jener Jahre angelehnt und ähnelt damit den Stabkirchen des norwegischen Mittelalters.
Um die Jahrhundertwende schuf Bull drei markante Gebäude im Zentrum Oslos. Sein Nationaltheatret (1891–1899) verbindet auf recht eigenwillige Weise das Formgefühl des Jugendstils mit Aspekten des Neoklassizismus und Neorokoko. Einen noch deutlicheren Einfluss des Jugendstils, den er während seiner Berliner Jahre kennengelernt hatte, weisen das Historische Museum (1898–1902) und das nur teilweise nach seinen Plänen verwirklichte Regierungsgebäude (1899–1906, heute Finanzministerium) auf. Bulls Bestreben richtete sich in dieser Zeit darauf, die deutsch-österreichische Spielart der Art Nouveau unter Verwendung typischer Elemente seiner Heimat (z. B. der Tierornamentik) zu einem spezifisch norwegischen Jugendstil weiterzuentwickeln. Nach dem Tod des norwegischen Architekten Christian Christie im Jahr 1906 war Bull zeitweilig auch am Wiederaufbau des Nidarosdomes in Trondheim beteiligt.
Unter Bulls späteren Arbeiten sind mehrere neobarocke Villen im Westen Oslos sowie das Winteratelier des mit ihm befreundeten Malers Edvard Munch in Ekely (1929) hervorzuheben.
Zeitweise war Bull auch als Innenarchitekt und Designer von Gebrauchsgegenständen tätig. 1900 gewann er auf der Weltausstellung in Paris eine Goldmedaille für ein von ihm entworfenes Speisezimmer. Sein 1911 für die Osloer Firma Freia entworfener Schokoriegel Lohengrin, der anfangs nur am Nationaltheater erhältlich war, wurde 2009 zum nationalen Kulturgut erklärt. Zwischen 1912 und 1934 war Bull Direktor der Staatlichen Handwerks- und Kunstindustrieschule.